# André Vital Félix da Silva
André Vital Félix da Silva SCI (ur. 31 maja 1965 w Recife) – brazylijski duchowny katolicki, sercanin, biskup Limoeiro do Norte od 2017.

## Życiorys
2 stycznia 1991 otrzymał święcenia kapłańskie we zgromadzeniu sercanów. Pracował głównie jako duszpasterz parafialny, był też m.in. wiceprowincjałem i sekretarzem rady prowincjalnej.
10 maja 2017 papież Franciszek mianował go biskupem diecezji Limoeiro do Norte. Sakry udzielił mu 8 lipca 2017 biskup Virginio Domingo Bressanelli.